# ACxDC
Az Antichrist Demoncore (rövidítve ACxDC) egy grindcore/hardcore punk/crust punk/powerviolence együttes, amely 2003-ban alakult meg Los Angelesben.
Tagjai: Sergio Amalfitano - ének, Brian Amalfitano - gitár, Ryan Corbett - basszusgitár és Jorge Luis Herrera - dobok.
Megalakulásukkor a tagok még mindig középiskolába jártak. Egy gitáros (akinek a neve ismeretlen) meghívta Sergio Amalfitano-t a saját együttesébe. Az volt a terve, hogy a Spazz-hez hasonló zenekart indítson, kemény énekléssel, szókimondó és egyben humoros szövegekkel. Érdekességként megemlítendő, hogy a szövegeik nagy része a vegetarianizmusról szól. Egyik EP-jük borítója botrányt keltett, ugyanis a borító egy vietnámi rendőrt ábrázol, aki épp lelövi a keresztre feszített Jézust. Karrierjük során egyszer feloszlottak (bár ismeretlen, melyik évben). 2010-ben újból összeálltak, ekkor szállt be Sergio testvére, Brian Amalfitano is a zenekarba.
2017-ben feloszlottak, majd 2019 óta újból aktív az együttes. 2020-ban megjelentették második nagylemezüket.

## Diszkográfia
- Antichrist Demoncore (2014, stúdióalbum)
- Satan is King (2020, stúdióalbum)